# Mezoregion Sul Catarinense

Mezoregion Sul Catarinense

Mezoregion Sul Catarinense – mezoregion w brazylijskim stanie Santa Catarina, skupia 44 gminy zgrupowanych w trzech mikroregionach. Liczy 11 995,1 km² powierzchni.

## Mikroregiony
- Araranguá
- Criciúma
- Tubarão